# Вы не знаете Джека
«Вы не знаете Джека» (англ. You Don't Know Jack) — телефильм американского кинорежиссёра Барри Левинсона, снятый в 2010 году. Фильм основан на реальных событиях и повествует о деятельности Джека Кеворкяна, прозванного «доктор Смерть».

## Сюжет
61-летний патологоанатом Джек Кеворкян запускает кампанию по обеспечению того, что он считает довольно гуманным и достойным выбором для смертельно больных людей — эвтаназии. В этом деле ему помогают верный друг Нил Никол (Джон Гудман) и старшая сестра Марго Янус (Бренда Ваккаро). Круг его клиентов стремительно растёт, и все они остаются признательны «Доктору Суициду» (англ. Doctor Suicide). Благодаря своим неоднозначным действиям, он заслуживает поддержку и содействие активистки «Общества Хэмлока» Джанет Гуд (Сьюзен Сарандон) с одной стороны, и гнев окружного прокурора с другой.
Талантливый и успешный адвокат Джеффри Файгер (Дэнни Хьюстон) соглашается защищать интересы Кеворкяна в суде на безвозмездной основе. Джека неоднократно оправдывают, несмотря на все старания его обвинителей. Джек попадает на первые полосы популярнейших изданий страны, за его персоной следят все крупные масс-медиа.
Невзирая на все эти трудности, Джек продолжает своё дело. С его «помощью» из жизни уходят более ста неизлечимо больных пациентов. Провокационно и упрямо, Кеворкян концентрирует все свои силы для достижения своей главной цели — изменения господствующего медицинского законодательства и оспаривания отношения общества к праву на смерть.

## В ролях
- Аль Пачино — Джек Кеворкян
- Дэнни Хьюстон — Джеффри Файгер
- Сьюзан Сарандон — Джанет Гуд
- Джон Гудмен — Нил Никол
- Бренда Ваккаро — Марго Янус
- Джеймс Урбаняк — Джек Лессенберри
- Коттер Смит — Дик Томпсон
- Дэвид Уилсон Барнс — Дэвид Горсика
- Ронди Рид — судья Купер
- Адам Драйвер — Глен Стетсон
- Эрик Ланж —  Джон Скржински (John Skrzynski)

## Награды и номинации
- 2010 — две премии «Эмми»: лучший актёр в мини-сериале или фильме (Аль Пачино), лучший сценарий мини-сериала, фильма или драматической постановки (Адам Мазер).
- 2010 — 13 номинаций на премию «Эмми»: лучший фильм для ТВ, лучшая режиссура (Барри Левинсон), лучший актёр второго плана (Джон Гудмен), лучшая актриса второго плана (Сьюзен Сарандон и Бренда Ваккаро), лучшая операторская работа (Эйгил Брилд), лучшая музыкальная композиция (Марсело Зарвос), лучший монтаж (Аарон Йейнс), лучшая работа художника, лучший кастинг (Эллен Ченовет), лучшие костюмы, лучшие причёски, лучший грим.
- 2010 — три номинации на премию «Спутник»: лучший фильм для ТВ, лучший актёр в мини-сериале или фильме для ТВ (Аль Пачино), лучшая актриса второго плана в сериале, мини-сериале или фильме для ТВ (Бренда Ваккаро).
- 2011 — премия «Золотой глобус» за лучшую мужскую роль в мини-сериале или фильме для ТВ (Аль Пачино).
- 2011 — номинация на премию «Золотой глобус» за лучший мини-сериал или фильм для ТВ.
- 2011 — три номинации на премию Гильдии киноактеров США: лучшая мужская роль в мини-сериале или фильме для ТВ (Аль Пачино и Джон Гудмен), лучшая женская роль в мини-сериале или фильме для ТВ (Сьюзен Сарандон).